# Narbéfontaine
Narbéfontaine település Franciaországban, Moselle megyében. Lakosainak száma 115 fő (2022. január 1.). Narbéfontaine Brouck, Hallering, Marange-Zondrange, Momerstroff, Niedervisse, Obervisse és Zimming községekkel határos.

## Népesség
A település népességének változása:
| Lakosok száma | 106  | 102  | 117  | 132  | 122  | 119  | 118  | 116  | 115  | 115  |
|               | 1968 | 1982 | 1990 | 2006 | 2013 | 2015 | 2017 | 2019 | 2020 | 2022 |